# Tomasz Nowicki (historyk)
Tomasz Nowicki (ur. 1968) – polski historyk, doktor habilitowany, nauczyciel akademicki, związany z Katolickim Uniwersytetem Lubelskim, badacz dziejów nowożytnych. 

## Życiorys
Absolwent historii Katolickiego Uniwersytetu Lubelskiego (1992). Doktorat w 2000 (Duchowieństwo parafialne archidiakonatu pomorskiego w XVIII w.; promotor: Stanisław Olczak) i habilitacja w 2012 (Ministri ecclesiæ. Służba kościelna i witrycy w diecezji włocławskiej w XVIII wieku) tamże. Pracownik Katedry Historii Ustroju i Administracji Polski w Instytucie Historii Katolickiego Uniwersytetu Lubelskiego Jana Pawła II. Zajmuje się: prozopografią, problematyką uposażenia i dochodowości beneficjów parafialnych, szlachtą Prus Królewskich oraz archiwistyką. Obecnie dyrektor Instytutu Historii Katolickiego Uniwersytetu Lubelskiego Jana Pawła II. 

## Wybrane publikacje
- Słownik biograficzny rządców parafii archidiakonatu pomorskiego w XVIII wieku, Lublin: TN KUL 2003.
- (redakcja) Archiva temporum testes : źródła historyczne jako podstawa pracy badacza dziejów: księga pamiątkowa ofiarowana Stanisławowi Olczakowi, red. Grzegorz Bujak, Tomasz Nowicki, Piotr Siwicki, Lublin: Towarzystwo Naukowe Katolickiego Uniwersytetu Lubelskiego Jana Pawła II 2008.
- Plebani archidiakonatu pomorskiego w XVIII wieku: studium prozopograficzne, Lublin: Towarzystwo Naukowe KUL. Katolicki Uniwersytet Lubelski Jana Pawła II 2008.
- Ministri ecclesiae: służba kościelna i witrycy w diecezji włocławskiej w XVIII wieku, Lublin: Towarzystwo Naukowe KUL - Katolicki Uniwersytet Lubelski Jana Pawła II 2011.